# Leucothyreus occipitalis
Leucothyreus occipitalis är en skalbaggsart som beskrevs av Ohaus 1931. Leucothyreus occipitalis ingår i släktet Leucothyreus och familjen Rutelidae. Inga underarter finns listade i Catalogue of Life.